# Carolina Liar
Carolina Liar je americko-švédská alternativně rocková skupina, založena v roce 2006 v Jižní Karolíně. Jediný zpěvák Chad Wolf je původem z Charlestonu v Jižní Karolíně, ostatní členové kapely jsou původem Švédové. Mezi jejich největší hity patří písně „I'm Not Over“ a „Show Me What I'm Looking For“, které pocházejí z jejich prvního alba s názvem Coming to Terms z roku 2008. Album se umístilo na 140. pozici žebříčku Billboard 200, singl „Show Me What I'm Looking For“ se umístil v žebříčku Billboard Hot 100 na 67. místě, druhý singl „I'm Not Over“ se umístil na 3. místě žebříčku Billboard Alternative songs.
V roce 2011 vydala kapela Carolina Liar své druhé studiové album s názvem Wild Blessed Freedom. Album se umístilo na 8. pozici v žebříčku Billboard Heatseekers Albums. Na albu jsou dva singly „Drown“ a „Me and You“.
Kapela hraje žánr, který lze definovat jako pop rock. Nejčastěji se zde setkáváme se styly alternativní rock, indie rock a new wave. Kapela je ovlivněna skupinami ABBA, Roxette, Duran Duran, Eggstone, Bangles, Ace of Base, The Cardigans, This Perfect Day a zpěvákem Garym Numanem.

## Členové

### Současná sestava
- Chad Wolf – zpěv, kytara
- Rickard Göransson – kytara
- Johan Carlsson – klávesy
- Peter Carlsson – bicí, perkuse

### Dřívější členové
- Jim Almgren Gândara – kytara (2007–2009)
- Erik Hääger – basová kytara (2007–2009)
- Max Grahn – bicí, perkuse (2007–2009)

## Diskografie
- Coming to Terms (2008)
- Wild Blessed Freedom (2011)